# Franz Windisch

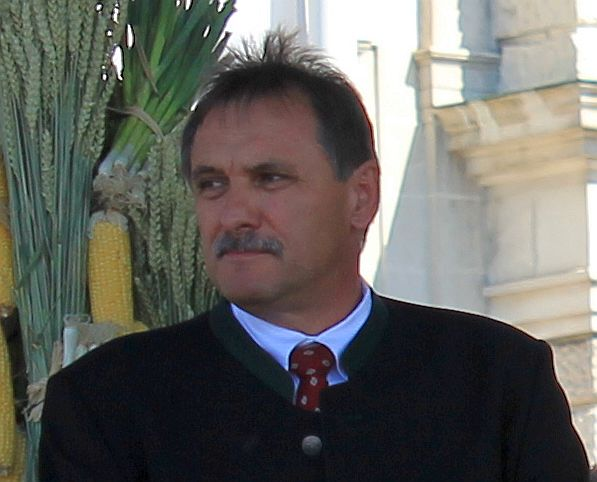
Franz Windisch auf einer Veranstaltung 2012

Franz Windisch (* 9. Dezember 1957 in Wien) ist ein österreichischer Politiker (ÖVP) und Landwirt. Er ist Obmann des Wiener Bauernbundes und Präsident der Landwirtschaftskammer Wien bis 2023 gewesen. Von Mai 2012 bis Oktober 2013 war er Abgeordneter zum Österreichischen Nationalrat.

## Ausbildung und Beruf
Windisch besuchte zwischen 1964 und 1968 die Volksschule in Oberlaa und wechselte danach an die Hauptschule der Schulbrüder in Fünfhaus. Ab 1972 absolvierte er die Höhere landwirtschaftliche Bundeslehranstalt Francisco-Josephinum in Wieselburg, wobei er 1977 die Matura in der Fachrichtung „Landwirtschaft“ ablegte. Neben seiner Ausbildung besuchte Windisch 1975 ein landwirtschaftliches Praktikum im Lehrbetrieb in Schranawand, zudem wurde er 1976 zum Schulsprecher des Francisco-Josephinum gewählt. 1979 machte er sich als Landwirt in Unterlaa selbständig, wobei er Ackerbau betreibt und beim Maschinenring sowie in der Standesvertretung aktiv ist. 1984 wurde ihm die Standesbezeichnung Ingenieur verliehen und 2013 erhielt er den Berufstitel Ökonomierat.

## Politik und Funktionen
Windisch wurde 1995 in den Vorstand des Rübenbauernbundes für Niederösterreich und Wien gewählt, wobei er die Wiener Rübenbauern vertritt. 1998 wurde er Kammerrat der Wiener Landwirtschaftskammer und Vorsitzender des „Fachausschusses für Allgemeine Landwirtschaft“ sowie Mitglied des „Kontrollausschusses“ und Mitglied des „Presseausschusses“ der Wiener Landwirtschaftskammer. Er ist zudem Mitglied des „Ackerbauausschusses“ der Präsidentenkonferenz der Landwirtschaftskammern und fungierte zwischen 1999 und 2000 als Vorsitzenderstellvertreter des „Landesstellenausschusses Wien“ der Sozialversicherungsanstalt der Bauern. 2001 wurde er Mitglied des „Leistungsausschusses NÖ/Wien“ der Sozialversicherungsanstalt der Bauern und Mitglied des Verwaltungsrates des Rübenbauernbundes NÖ/Wien. Windisch hatte von 2000 bis 2005 die Funktion des Obmannstellvertreters des Wiener Bauernbundes inne und wurde 2005 dessen Obmann. Zudem war er ab 2003 Vizepräsident der Landwirtschaftskammer Wien und übernahm im April 2008 das Amt des Präsidenten der Landwirtschaftskammer Wien. Zudem ist er seit 2005 Vorstandsmitglied des Ökosozialen Forum Wien und seit April 2012 Mitglied des Aufsichtsrates der Österreichischen Hagelversicherung.
Windisch wurde am 16. Mai 2012 als Nachfolger von Ferdinand Maier als Abgeordneter zum Nationalrat angelobt, wobei er ein Mandat im Wahlkreis 9 – Wien annahm.

## Privates
Windisch ist seit 1983 verheiratet. Er ist Vater dreier Söhne, die in den Jahren 1984, 1986 bzw. 1992 geboren wurden.